# Vong Savang
Sauryavong Savang, tiếng Việt thường gọi là Vong Savang, (22 tháng 1 năm 1937 – 2 tháng 1 năm 2018) là con trai của vua Savang Vatthana của Lào. Năm 1965, ông lập gia đình với Công nương Dalavan và họ có bốn con: Sthira Sauryavong, Dayavant Sauryavong, Balavant Sauryavong và Krishnajina Sauryavong.
Ông kiểm soát của Vương quốc Lào cho đến tháng 8 năm 1975, khi lực lượng cộng sản giành được kiểm soát. Tháng 10 năm 1975, Hoàng tử trốn thát khỏi từ Lào đi dọc trên sông Mekong tới Thái Lan.
Sau đó ông sống ở Paris, nơi ông làm việc cho các nhà sản xuất xe hơi Renault.
Vào tháng 9 năm 1997, ông đã cùng những người sống lưu vong tổ chức Hội nghị hoàng gia ở Seattle, Washington, hơn ba trăm người sống xa quê hương Lào và đại diện của cộng đồng người Hmong.
Tháng 7 năm 2000, ông chỉ trích tư tưởng của Vang Pao về cuộc tấn công tại Lào. Sự cố Vang Tao xảy ra ngày 3/7/2000 một nhóm phiến quân vũ trang và lính đánh thuê tấn công đồn cửa khẩu Vang Tao Lào tại bản biên giới phía nam. Những kẻ đột kích bỏ lại 6 người chết của họ, và 27 người bị chính quyền Thái Lan bắt giữ. Trong đó, 11 người mang quốc tịch Thái Lan.
Vong Savang cùng các thành viên thân hoàng gia trước đây mong muốn thiết lập một chế độ quân chủ lập hiến ở Lào.
Ông mất tại Paris, Pháp.